# Libin
Pour les articles homonymes, voir Libin (homonymie).
Libin est une commune francophone de Belgique située en Région wallonne dans la province de Luxembourg, ainsi qu’une localité où siège son administration.
Lors de la fusion des communes de Belgique en 1977, Libin a intégré les communes voisines d'Anloy, Ochamps, Redu, Smuid, Transinne et Villance.

## Géographie
Le village est traversé par la route nationale 40 reliant Arlon et Mons. Il est bordé à l’ouest par l’autoroute A4/E411 reliant Arlon et Bruxelles.
La commune de Libin est arrosée du sud-est au nord-ouest par la Lesse, qui coule dans les villages d'Ochamps, Anloy, et Villance.

### Sections
| # | Nom       | Superf. (km2) | Habitants (2020) | Habitants par km2 | Code INS |
| - | --------- | ------------- | ---------------- | ----------------- | -------- |
| 1 | Libin     | 28,37         | 1.755            | 62                | 84035A   |
| 2 | Villance  | 23,44         | 687              | 29                | 84035B   |
| 3 | Smuid     | 10,09         | 217              | 22                | 84035C   |
| 4 | Ochamps   | 22,41         | 1.190            | 53                | 84035D   |
| 5 | Anloy     | 17,21         | 481              | 28                | 84035E   |
| 6 | Transinne | 20,84         | 480              | 23                | 84035F   |
| 7 | Redu      | 18,19         | 435              | 24                | 84035G   |

### Villages et hameaux
Glaireuse, Hamaide, Lesse et Sèchery

### Communes limitrophes
| Wellin     | Tellin  | Saint-Hubert       |
| Daverdisse | Libin   |                    |
| Paliseul   | Bertrix | Libramont-Chevigny |

## Démographie

### Évolution démographique avant la fusion de 1977
- Source : DGS, 1831 à 1970=recensements population, 1976= habitants au 31 décembre

### Évolution démographique de la commune fusionnée
En tenant compte des anciennes communes entraînées dans la fusion de communes de 1977, on peut dresser l'évolution suivante :
Les chiffres des années 1831 à 1970 tiennent compte des chiffres des anciennes communes fusionnées.
- Source : DGS, de 1831 à 1981=recensements population ; à partir de 1990 = nombre d'habitants chaque 1er janvier[2]

## Histoire
Au IXe siècle, le village dépend du domaine de Villance, propriété de l’abbaye de Prüm, et compte 11 manses ¼ sur un total de 58 (un manse était un domaine rural d’une dizaine d’ha) avec 40 colons, soit une population de 200 personnes environ.
En 1343, Villance — et donc Libin — dépend des seigneurs de Mirwart ; le village est divisé en deux sections : Libin-Haut et Libin-Bas.
En 1823, ces deux sections fusionnent et englobe la commune de Smuid (qui reprendra son autonomie en 1899).
En 1766, Libin-Haut comporte 60 maisons, 106 hommes et 99 femmes, 47 garçons et 36 fillettes ; 85 hommes travaillent la terre et 21 sont des artisans. Quant à Libin-Bas, moins peuplé, il compte 47 maisons et 214 habitants dont 60 laboureurs.
En 1837, le village comprend 809 habitants répartis dans 150 maisons. On compte 117 chevaux et 13 poulains, 1 150 bovins et 200 veaux ainsi que 90 porcs. Les récoltes annuelles rapportent 750 rasières de seigle, 1 000 d’avoine, 1 000 de pommes de terre et 300 000 livres de foin.
Vers 1850, les landes et bruyères font place aux résineux ; les bois représentaient 30 % du territoire en 1834 et 65 % en 1970 dont 80 % appartiennent à la commune.
Au cours de l’été 1944, un camp de la Mission Marathon a été organisé secrètement sur le territoire de l’actuelle commune de Libin, à proximité du village de Villance. La Mission Marathon, dirigée en Belgique par Albert Ancia, visait à mettre des aviateurs alliés à l’abri dans des camps, plutôt que de les évacuer par les filières d’évasion classiques. Abattus en territoires occupés, ils étaient acheminés de tout le pays vers l’Ardenne, en passant par Namur ou Liège. Six camps ont ainsi été établis en Ardenne, où les aviateurs allaient rester jusqu’à la Libération. Le camp de Villance était camouflé dans les dépendances du château de La Mambore, à mi-chemin entre Villance et Maissin. Dirigé par Walter Haesebrouck, il a accueilli plusieurs dizaines d’aviateurs amenés par Marathon ou recueillis directement auprès de la Résistance locale. Plusieurs habitants de la région ont contribué à la sécurité et au ravitaillement du camp.

## Héraldique
|  | La commune possède des armoiries. Blasonnement : D’argent à l’anille de gueules brochante, au chef du même chargé de trois livres ouverts du champ. Source du blasonnement : Lieve Viaene-Awouters et Ernest Warlop, Armoiries communales en Belgique, Communes wallonnes, bruxelloises et germanophones, t. 1 : Communes wallonnes A-L, Bruxelles, Dexia, 2002. |

## Politique et administration

### Conseil et collège communal 2024-2030
| Collège communal   |                   |                            |
| ------------------ | ----------------- | -------------------------- |
| Bourgmestre        | Anne Laffut       | MR - HORIZON 2030          |
| 1er Échevin        | Vincent Nollevaux | MR - HORIZON 2030          |
| 2e Échevine        | Wendy Dero        | MR - HORIZON 2030          |
| 3e Échevin         | Christian Baijot  | Les Engagés - HORIZON 2030 |
| 4e Échevin         | Antoine Mahin     | MR - HORIZON 2030          |
| Présidente du CPAS | Michèle Marichal  | MR - HORIZON 2030          |

### Sécurité et secours
La commune fait partie de la zone de police Semois et Lesse pour les services de police, ainsi que de la zone de secours Luxembourg pour les services de pompiers. Le numéro d'appel unique pour ces services est le 112.

## Patrimoine et culture

### Patrimoine architectural
Quatre sites sont repris sur la liste du patrimoine immobilier classé de Libin :
- la chapelle Notre-Dame de Walcourt de Lesse,
- le grand moulin de Villance,
- le pont de la Justice,
- le pont Marie-Thérèse.

## Personnalités
- Philippe Molitor (1869-1952) : lieutenant-général dans l'armée belge et commandant en chef de la Force publique au Congo belge né à Villance.